# Kroksjön (Björna socken, Ångermanland, 706915-163426)
Kroksjön är en sjö i Örnsköldsviks kommun i Ångermanland och ingår i Gideälvens huvudavrinningsområde. Sjön har en area på 0,0608 kvadratkilometer och ligger 186,9 meter över havet.

## Delavrinningsområde
Kroksjön ingår i det delavrinningsområde (706916-163483) som SMHI kallar för Ovan Angstabäcken. Medelhöjden är 209 meter över havet och ytan är 3,74 kvadratkilometer. Räknas de 274 avrinningsområdena uppströms in blir den ackumulerade arean 2 605,78 kvadratkilometer. Avrinningsområdets utflöde Gideälven mynnar i havet. Avrinningsområdet består mestadels av skog (86 procent). Avrinningsområdet har 0,06 kvadratkilometer vattenytor vilket ger det en sjöprocent på 1,6 procent.